# Aeroport Internacional de Malabo
L'Aeroport de Malabo o Aeroport de Santa Isabel (codi IATA: SSG, codi OACI: FGSL) és un terminal aeri situat en Punta Europa, a l'illa de Bioko, Guinea Equatorial. El nom de l'aeroport es deu a la capital, Malabo, coneguda anteriorment com a Santa Isabel i que es troba aproximadament 9 km a l'est.
Fins al descobriment del petroli en les costes de Guinea equatorial a mitjan 90, l'aeroport era una terminal prefabricada en metall, coberta, que mantenia solament un vol internacional i el govern era l'usuari principal d'aquest aeroport. Avui dia és utilitzat per Air France, Iberia, Royal Air Maroc, Lufthansa, Ethiopian Airlines, Kenya Airways, i altres companyies europees a més de rebre un gran nombre de vols de càrrega procedents de tot el globus. A part de l'anterior, funciona com a base operativa de les quatre companyies nacionals que operen dins i fora de les fronteres equatoguineanes.

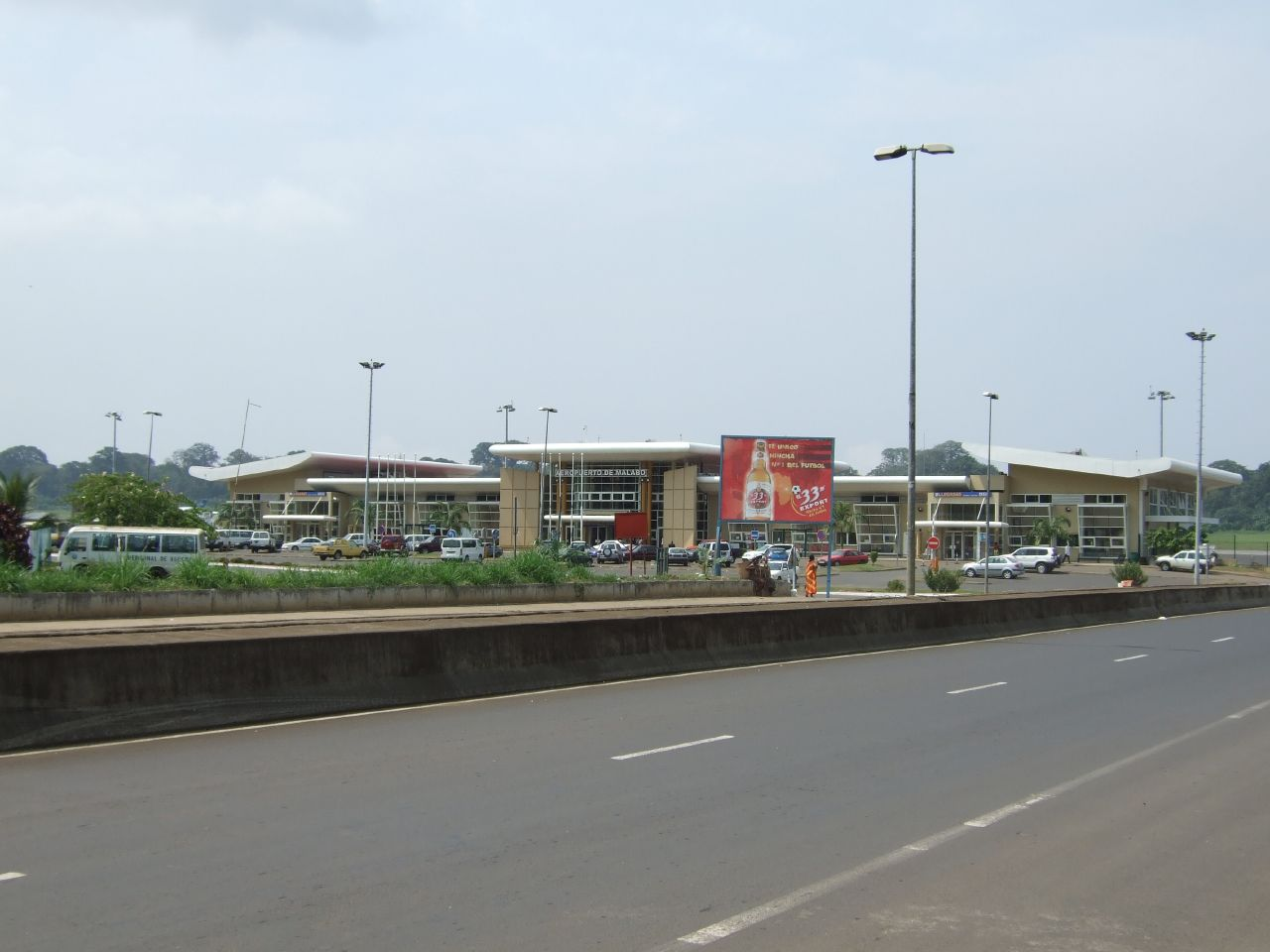
Exterior de l'aeroport; Desembre de 2007

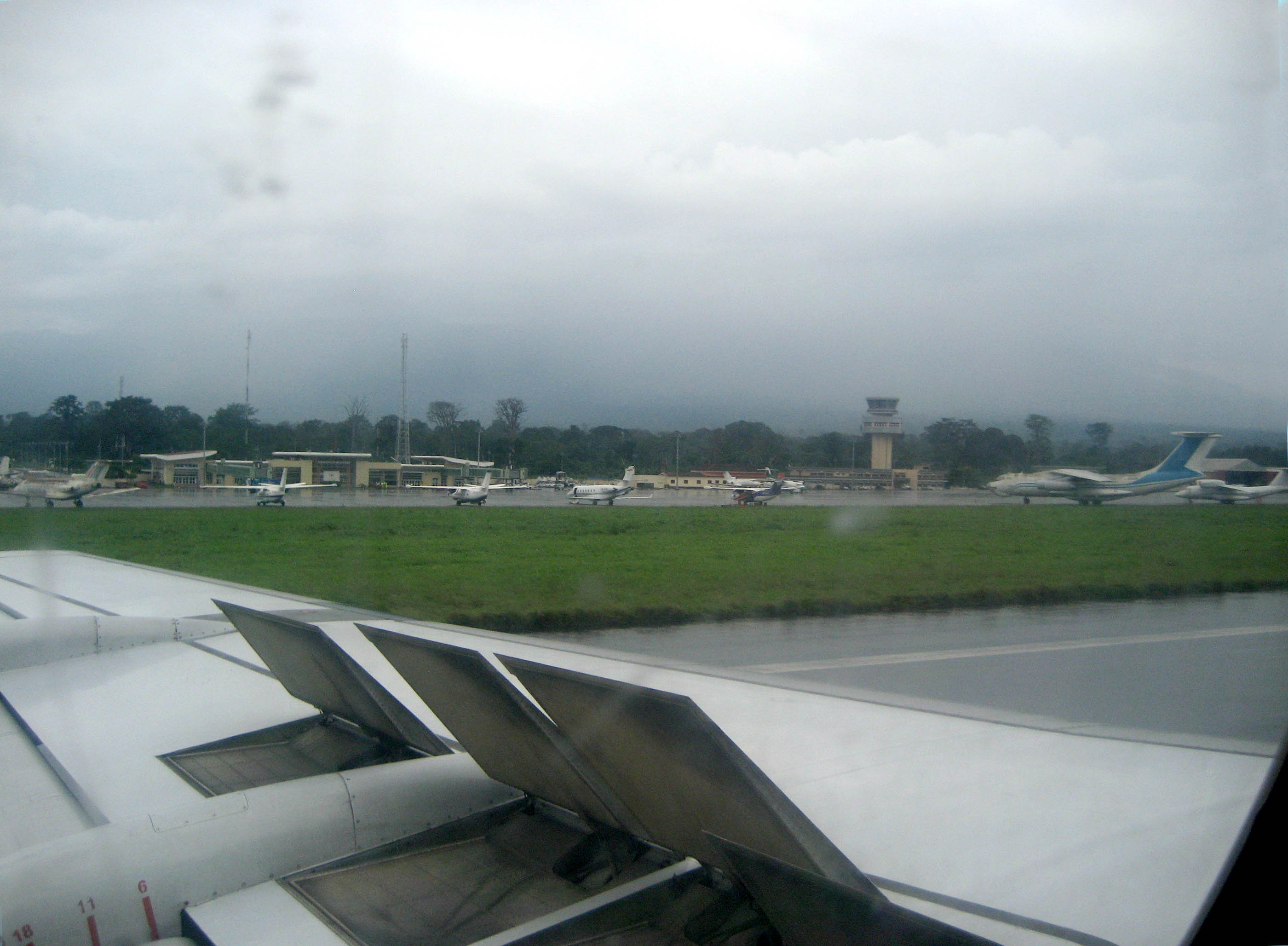
juny de 2010

## Història
Durant la guerra de Biafra, l'aeroport va ser utilitzat com a base per als vols a Biafra. El vell galpó de llauna ha estat substituït per un edifici adequat a les necessitats dels passatgers que transiten per ell. Dita terminal va ser inaugurat l'any 2004. L'aeroport ara rep còmodament una quantitat més gran de tràfic estranger, encara que algunes vegades queda en evidència una necessària ampliació d'aquest. Malgrat el progrés recent, l'aeroport de Malabo és solament un dels dos aeroports pavimentats en l'actualitat. Mentrestant, s'estan construint els aeroports de Mongomo i Corisco, que es troben en fase de finalització. L'altre és l'aeroport internacional de la ciutat de Bata, situat a la zona continental de Guinea Equatorial. Els hangars poden allotjar avions grans com el DC-10 de McDonnell Douglas o el Lockheed C-130 Hercules. L'aeroport va tenir un tràfic en 2001 de 34.500 passatgers.

## Aerolínies i destins

### Passatgers
| Aerolínies                                               | Destinacions                                                                                       |
| -------------------------------------------------------- | -------------------------------------------------------------------------------------------------- |
| Africa's Connection STP                                  | São Tomé                                                                                           |
| Air Annobón                                              | Bata                                                                                               |
| Air France                                               | Douala, Paris-Charles de Gaulle                                                                    |
| ASKY Airlines                                            | Lomé, Pointe-Noire                                                                                 |
| Camair-Co                                                | Douala                                                                                             |
| Ceiba Intercontinental Airlines                          | Abidjan, Accra, Annobón, Bata, Brazzaville, Cotonou, Dakar, Douala, Libreville, Lomé, Pointe-Noire |
| Ceiba Intercontinental Airlines operat per White Airways | Madrid                                                                                             |
| Cronos Airlines                                          | Bata, Cotonou, Douala, Mongomeyen, Port Harcourt                                                   |
| Ethiopian Airlines                                       | Addis Ababa, Douala                                                                                |
| Iberia                                                   | Madrid                                                                                             |
| Lufthansa                                                | Frankfurt                                                                                          |
| Royal Air Maroc                                          | Casablanca                                                                                         |
| Westair Benin                                            | Bangui, Cotonou                                                                                    |

### Càrrega
| Aerolínies   | Destinacions |
| ------------ | ------------ |
| DHL Aviation | Lagos        |
| Sky Gabon    | Libreville   |